# ماریو آرمانو
ماریو آرمانو (انگلیسی: Mario Armano؛ زادهٔ ۲۵ ژوئیهٔ ۱۹۴۶) ورزشکار بابسلد اهل ایتالیا است.